# Progradungula barringtonensis
Espèce
Progradungula barringtonensis est une espèce d'araignées aranéomorphes de la famille des Gradungulidae.

## Distribution
Cette espèce est endémique de Nouvelle-Galles du Sud en Australie. Elle se rencontre dans le parc national de Barrington Tops.

## Description
La carapace du mâle holotype mesure 7,5 mm de long sur 5,1 mm et l'abdomen 7,6 mm de long sur 4,6 mm.

## Systématique et taxinomie
Cette espèce a été décrite par Michalik et Smith en 2024.

## Étymologie
Son nom d'espèce, composé de barrington et du suffixe latin -ensis, « qui vit dans, qui habite », lui a été donné en référence au lieu de sa découverte, le parc national de Barrington Tops.

## Publication originale
- Michalik, Smith, Milledge & Harms, 2024 : « Another ghost of Gondwana – Progradungula barringtonensis Michalik & Smith, sp. nov., a new species of the relict spider genus Progradungula (Araneae: Gradungulidae) from a temperate rainforest in eastern Australia. » Austral Entomology, vol. 63, no 1, p. 72-81.